# Laurent Cassegrain
Laurent Cassegrain (Chartres, c. 1629 – Chaudon, 1 de setembro de 1693) foi um padre católico conhecido como o provável inventor do refletor Cassegrain, um telescópio refletor composto por dois espelhos curvos.

## Biografia
Laurent Cassegrain nasceu na região de Chartres por volta de 1629 e era filho de Mathurin Cassegrain e Jehanne Marquet. Não se sabe qual foi sua educação, mas ele era padre e professor em 1654. Ele pode ter se interessado por acústica, óptica e mecânica. Na época de sua morte, ele trabalhava como professor dando aulas de ciências no Collège de Chartres, um liceu francês, ou seja, uma instituição semelhante ao ensino médio. Ele morreu em Chaudon ( Eure-et-Loir ) em 1 de setembro de 1693.

## Investigações históricas acerca de seu primeiro nome

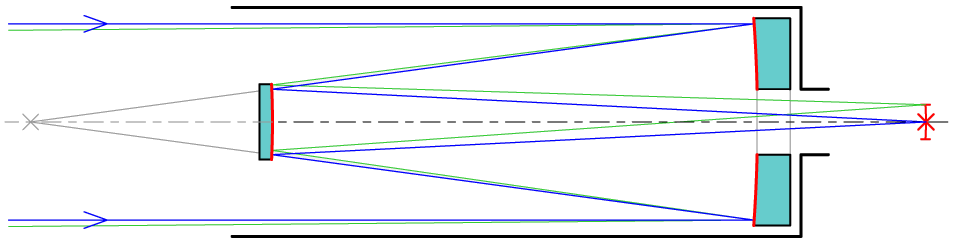
Trajeto da luz em um refletor Cassegrain

O refletor Cassegrain é um design de telescópio refletor que solucionou o desafio de visualizar uma imagem sem obstruir o espelho primário. Ele utiliza um espelho secundário convexo no eixo óptico para refletir a luz de volta por meio de um orifício no espelho primário, permitindo que a luz chegue até uma ocular.
A primeira menção ocorreu na oitava edição da revista científica francesa do século XVII, Recueil des mémoires et conférences concernant les arts et les sciences, publicada por Jean-Baptiste Denys em 25 de abril de 1672. Nessa edição, encontra-se um extrato de uma carta escrita por M. de Bercé, em Chartres, onde atuou como representante da Académie des sciences. Isso ocorreu na mesma época da publicação do telescópio refletor de Isaac Newton. Em 13 de junho de 1672, Christiaan Huygens escreveu sobre o projeto de Cassegrain e fez críticas severas, possivelmente porque sentia que a proposta de Newton estava sendo "ameaçada" por essa alternativa. Independentemente dos motivos, a onda de controvérsias que se seguiu resultou em um efeito duradouro: o nome de Cassegrain acabou esquecido.
A identidade deste "Cassegrain" gerou várias teorias. A única publicação conhecida sobre o assunto é uma carta que discute o megafone/telescópio refletor, veiculada no Recueil des mémoires et conférences concernant les arts et les sciences, em 25 de abril de 1672. Por muito tempo, as obras de referência foram obrigadas a mencionar seu primeiro nome como "não conhecido de forma conclusiva". A Encyclopædia Britannica (15ª edição, 1974), por exemplo, apenas registra "Cassegrain, N." (o que, por sua vez, parece derivar da Nouvelle biographie générale de Ferdinand Hoefer, Paris, 1855).
Em 1997, dois astrônomos franceses, André Baranne e Françoise Launay, após uma longa e meticulosa investigação, incluindo uma busca por manuscritos não publicados e a análise de registros paroquiais nos locais onde Cassegrain viveu (Chartres primeiro e depois Chaudon, perto de Nogent-le-Roi ), identificaram Laurent Cassegrain como o candidato mais provável.
A cratera Cassegrain na Lua recebeu esse nome em sua homenagem, embora sua verdadeira identidade não fosse conhecida na época em que o nome foi dado.